# Ateliotum syriaca
Ateliotum syriaca är en fjärilsart som beskrevs av Caradja 1920. Ateliotum syriaca ingår i släktet Ateliotum och familjen äkta malar. Inga underarter finns listade i Catalogue of Life.